# Ochrochernes asiaticus
Ochrochernes asiaticus är en spindeldjursart som beskrevs av E.N. Murthy och Taracad Narayanan Ananthakrishnan 1977. Ochrochernes asiaticus ingår i släktet Ochrochernes och familjen blindklokrypare. Inga underarter finns listade i Catalogue of Life.